# 3-Phenoxymandelonitril
3-Phenoxymandelonitril (auch 3-Phenoxy-α-cyanobenzylalkohol) ist eine organisch-chemische Verbindung aus der Gruppe der Cyanhydrine. Es dient insbesondere zur Herstellung von Pyrethroiden, einer Klasse von Insektiziden.

## Herstellung
Durch Reaktion von 3-Phenoxybenzaldehyd mit Natriumcyanid und Acetanhydrid in einem Wasser / Dichlormethan-Gemisch mit Benzyltriethylammoniumchlorid als Phasentransferkatalysator wird zunächst das Acetat erhalten. Enzymatische Hydrolyse mit einer geeigneten Lipase ergibt enantiomerenreines (S)-3-Phenoxymandelonitril durch kinetische Resolution. In einem solchen Verfahren kann das erwünschte Produkt extrahiert werden. Das verbleibende enantiomere Acetat kann durch Reaktion mit Triethylamin in Toluol oder Diisopropylether racemisiert werden, um die Ausbeute zu erhöhen. Übertragung einer Cyanogruppe von Acetoncyanhydrin auf 3-Phenoxybenzaldehyd ist eine andere Möglichkeit zur Synthese der Verbindung. Auch hier ist durch enzymatische Reaktionen über einen Ester die Herstellung der enantiomerenreinen Verbindung möglich.

## Verwendung
(S)-3-Phenoxymandelonitril ist ein wichtiges Intermediat für die Herstellung von verschiedenen Pyrethroiden. Diese sind Carbonsäureester die die Verbindung als Alkoholkomponente enthalten und als Insektizide verwendet werden. Zu der Gruppe gehören unter anderem Deltamethrin und Esfenvalerat. Sowohl die 3-Phenoxygruppe als auch die Cyanogruppe sind relevant für die höhere Wirksamkeit dieser Verbindungen gegenüber anderen Pyrethroiden.

Deltamethrin, ein Ester von 3-Phenoxymandelonitril, der als Insektizid verwendet wird